# Roderick McDonald
Roderick McDonald, kanadski letalski častnik, vojaški pilot in letalski as, * 31. oktober 1893, St. Joseph, Nova Škotska, † 8. maj 1918, Provin (KIA).
Stotnik McDonald je v svoji vojaški službi dosegel 8 zračnih zmag.

## Življenjepis
Med prvo svetovno vojno je bil sprva pripadnik Kraljeve pomorske zračne službe, nato pa RAF.